# Pteronemobius lineolatus
Pteronemobius lineolatus (Brullé, 1835) è un insetto ortottero della famiglia Trigonidiidae, diffuso in Europa centrale. In Svizzera la specie è presente unicamente nel Canton Ticino, nella zona alluvionale del fiume Maggia e alla foce del fiume Verzasca.